# Lotje IJzermans
Lotje IJzermans (1959) is een Nederlands programmamaakster.

## Loopbaan

### Radio
Lotje IJzermans initieerde in 2014 het dagelijks latenight-cultuurprogramma op NPO Radio 1 Nooit meer slapen, waar zij sinds 2021 de vrijdagavond presenteert. Tot 2018 deed zij zowel eindredactie als muzieksamenstelling van dat programma. Daarvoor was zij sinds 2006 (mede-)eindredactrice van De Avonden, een programma dat zij ook (mede)presenteerde. Voor dit programma bedacht ze onder meer het van 2007 tot 2008 lopende verhalenproject Duizend Woorden. De Avonden en medewerkers daarvan kregen in 2008 de G.H. 's-Gravesande-prijs voor bijzondere literaire verdienste.
In 2019-2020 presenteerde ze de muziekpodcast Psychocandy. Liefhebbers van popmuziek kenden haar al vanaf 1988 als presentatrice van popprogramma's als De Wilde Wereld, Nozems à gogo en Villa 65.

### Televisie
Voor de VPRO-tv voerde zij de eindredactie van diverse documentaires en documentaireseries van onder anderen Nicolaas Veul en Frank Wiering. In de jaren 90 werkte zij mee aan het programma Lola da Musica, waarvoor zij verschillende reportages regisseerde, onder meer over Nick Cave, Patti Smith en Sparklehorse. Vanaf 2024 presenteert zij het literaire tv-programma VPRO Boeken op NPO 2.

### Film
IJzermans schreef diverse scenario's voor single plays op de televisie, waaronder "Burgers/Reizigers" (2005) en "Blindgangers" (2006). In 2013 verscheen de speelfilm A Long Story (NTR, 2013) met Raymond Thiry naar een scenario van haar hand.